# 邵仍
邵仍（15世紀—16世紀），字雙磯，江西南康府都昌縣人，明朝政治人物。

## 生平
邵仍剛成年就以治《周易》有名聲，是嘉靖元年（1522年）壬午科江西鄉試第一百三十九名舉人，入南京國子監讀書，授劍州知州，因母親逝世回鄉，服闋後改任鈞州知州，十八年（1539年）嘉靖帝南巡駐在鈞州，他能從容應對供需，並獲賜綺綵，本應奏績升秩，但因有掣肘而辭官回鄉，杜門著述蕭然自得，二十五年後去世。

## 引用
1. 1 2  同治《都昌縣志·卷九·人物志》：邵仍，字雙磯，嵩元孫，弱冠治《周易》有文名，膺嘉靖壬午鄉薦，復游南雍，潛心理學，授四川劍州知州，丁母憂，起復河南鈞州知州，明年世宗南幸，車駕駐鈞，百僚具食，六軍需餉供應騷然，中丞以下獲罪者什九，仍獨從容閒暇竭力其間，且受綺綵之賜，暨辛丑奏績當遷秩，會有掣肘遂致政歸田，杜門著述蕭然自得，有私輯縣志稿藏於家，越二十五年而卒。